# 팀 시크릿
팀 시크릿(Team Secret)은 유럽의 종합 프로게임단이다.

## 연혁

### 도타 2
- 2014년 8월 27일 : Team Secret 창단

### 발로란트
- 2020년 7월 20일 : Bren Esports 인수 및 Team Secret 창단[1]

### 리그 오브 레전드
- 2019년 6월 2일 : Lowkey Esports 창단
- 2020년 2월 14일 : Lowkey Esports 시드권 매입 및 Team Secret으로 팀명 변경

## 소속 선수

### 발로란트
- 코치 :

| 이름            | 아이디     | 비고 |
| --------------- | ---------- | ---- |
| 짐 팀브레자     | BORKUM     |      |
| 제시 쿠이코     | JessieVash |      |
| 제이비 파귀리건 | DubsteP    |      |
| 제레미 카브레라 | Jremy      |      |
| 아드리안 레예스 | invy       |      |
| 라이오넬 임유샹 | lenne      |      |

## 주요 성적

### 발로란트
- 2021년
  - 발로란트 챔피언스 2021 8강
- 2022년
  - 2022 발로란트 챌린저스 필리핀 스테이지 1 6위
  - 2022 발로란트 챌린저스 필리핀 스테이지 2 우승
  - 2022 발로란트 챌린저스 아시아 퍼시픽 스테이지 2 3위
- 2023년